# 왕골
왕골(Cyperus exaltatus)은 습지에서 자라는 한해살이 풀로, 줄기는 뿌리에서 여러개 나오는데 다 자라면 2m 길이가 되며 껍질은 매끄럽고 광택이 있으며 다 자라면 노란색이 된다. 완초, 현완, 석룡초라고도 불리며 화문석과 공예품을 만드는데 사용된다.
사초과에 속하는 한해살이풀이지만 열대에서 재배하는 경우에는 숙근성 초본이 된다. 아시아의 열대 및 아열대 지방이 원산지이다. 높이는 90-150cm이고, 잎은 뿌리나 땅속 줄기에서 직접 나오며, 4-5월에 무논에 심어서 가을에 거두어들인다. 줄기의 끝 부분에서 꽃자루가 나와 작은 꽃이 핀다. 줄기의 껍질이 매우 질겨 돗자리·방석 등을 만들고, 줄기 속은 모자·노끈·종이의 원료로 이용한다.

## 분포
한국, 중국, 일본, 말레이시아, 호주에서도 자라고 있으며, 한국에서는 제주도를 제외한 전 지역에서 발견할 수 있다.

## 왕골 공예
왕골 공예품은 《삼국사기》에 왕실에 필요한 자리나 공예품을 만드는 전담기구가 있었다는 기록에 나타나며, 조선시대에는 중요한 교역품의 하나로 나타난다. 화문석은 왕골로 만든 바닥에 까는 자리이며, 완초 공예품은 왕골로 만든 생활용품이다. 왕골 공예품을 만드는 장인을 완초장이라고 부르며 강화도 인근의 섬 교동도의 특산품으로 유명하다. 국가무형문화재 제103호로 이상재 보유자가 완초장에 지정되었다.

## 참고 문헌
- 이 문서에는 다음커뮤니케이션(현 카카오)에서 GFDL 또는 CC-SA 라이선스로 배포한 글로벌 세계대백과사전의 "왕골" 항목을 기초로 작성된 글이 포함되어 있습니다.